# الحزب الديمقراطي الاجتماعي (أذربيجان)
الحزب الديمقراطي الاجتماعي (بالأذرية: Azərbaycan Sosial Demokrat Partiyası)‏ هو حزب سياسي أذربيجاني، أسس في 1989، يقع مقره في باكو.

## أعضاء بارزون
- كود سباركل
- تحديث القائمة

- أياز مطلبوف
- Adila Mütallibova